# SummerSlam (2019)
SummerSlam 2019 fue la trigésima segunda edición de SummerSlam, un evento pago por visión de lucha libre profesional realizado por la WWE. Tuvo lugar el 11 de agosto de 2019 en el Scotiabank Arena en Toronto, Canadá. El tema oficial del evento fue "Go" de The Black Keys.
Esta fue la segunda edición del evento en ser realizada en el Scotiabank Arena (anteriorimente conocido como Air Canada Centre) después del año 2004.

## Antecedentes
En WrestleMania 35, Seth Rollins derrotó a Brock Lesnar para ganar el Campeonato Universal de la WWE. Luego, Lesnar desapareció de la televisión durante varias semanas antes de volver a aparecer en Money in the Bank como un participante inesperado en el Money in the Bank ladder match y ganó, otorgándole un combate por el campeonato mundial de su elección en cualquier momento dentro de un año. Después de insinuar algunos canjeos, Lesnar finalmente canjeó el contrato Money in the Bank en Extreme Rules y recuperó el Campeonato Universal justo después de que Rollins acabara de retener el título. La noche siguiente en Raw, Rollins ganó una battle royal de 10 hombres de Raw y SmackDown para ganar una revancha contra Lesnar en SummerSlam.
En el episodio del 15 de julio de Raw, Naomi, Natalya, Alexa Bliss y la invitada por la regla del comodín Carmella compitieron en un Fatal Four-Way Elimination match para determinar a la contendiente contra Becky Lynch por el Campeonato Femenino de Raw en SummerSlam. Natalya ganó eliminando finalmente a Bliss. El 29 de julio, después del combate de Lynch, Natalya aplicó un Sharpshooter a Lynch y en un segmento detrás del escenario, Natalya insinuó que su combate debería ser un Submission match. El 5 de agosto, su combate finalmente se hizo un Submission match.
En el episodio del 16 de julio de SmackDown, después de que la Campeona Femenina de SmackDown Bayley y Ember Moon derrotaron a Mandy Rose y Sonya Deville en un combate de equipos en el que Moon anotó la cuenta, Bayley seleccionó a Moon como la contendiente por su título en SummerSlam.
Durante el verano de 2019, Kevin Owens inició un feudo con Shane McMahon debido a que este último tomaba cada vez más tiempo de pantalla cada semana de otros luchadores y ejercía aún más autoridad, lo que estaba en contradicción con lo que la familia McMahon (Vince McMahon, Stephanie McMahon, Shane McMahon y Triple H) habían prometido varios meses antes. A pesar de los intentos de Shane de prohibir a Owens de SmackDown, Owens se presentó y atacó a Shane en varias oportunidades. Durante Raw Reunion el 22 de julio, Owens desafió a Shane a un combate en SummerSlam y dijo que abandonaría la WWE si perdiera, y Shane aceptó.
En el episodio del 23 de julio de SmackDown, el Campeón de la WWE Kofi Kingston seleccionó a Randy Orton como su oponente en SummerSlam con su título en juego. Kingston hizo referencia a su feudo pasado en 2009 cuando Kingston derrotó a Orton, pero Orton utilizó legítimamente su influencia para entrar en la escena del evento principal, mientras que Kingston permaneció como un mid-carder. Orton dijo que tenía razón al retener el push de Kingston y aceptó su desafío.
Después del Superstar Shake-up en abril, Bray Wyatt, quien había estado fuera de pantalla desde el verano anterior, comenzó a aparecer como un extraño y aterrador animador de niños en segmentos pregrabados llamados Firefly Funhouse. Finalmente reveló una nueva persona siniestra alternativa llamada «The Fiend» («El demonio»). Después del combate del invitado por la regla del comodín Finn Bálor en el episodio del 15 de julio de Raw, las luces se apagaron y Wyatt apareció como «The Fiend» atacando a Bálor. La semana siguiente en SmackDown, Bálor desafió a Wyatt a un combate en SummerSlam. Wyatt apareció dentro de un segmento de Firefly Funhouse y declaró que él era un fan de Bálor, pero «The Fiend» no lo era y que «The Fiend» aceptó el desafío.
En Extreme Rules, AJ Styles derrotó a Ricochet para ganar el Campeonato de los Estados Unidos gracias a la ayuda de sus compañeros de equipo en The O.C., Luke Gallows & Karl Anderson. En el episodio del 29 de julio de Raw, Ricochet ganó un Gauntlet match, derrotando a Rey Mysterio, Cesaro, Sami Zayn y Andrade, para ganar una revancha por el título en SummerSlam.
En el episodio del 23 de julio de SmackDown, el miembro del Salón de la Fama de la WWE Shawn Michaels fue invitado en Miz TV. El segmento fue interrumpido por Dolph Ziggler, quien degradó a Michaels. Cuando The Miz intervino, Ziggler fue a golpear a Michaels, quien se agachó, y Ziggler golpeó a The Miz. Ziggler luego realizó un superkick en Michaels. La semana siguiente, un combate entre The Miz y Ziggler fue programado para SummerSlam. Durante la firma del contrato en el episodio del 5 de agosto de Raw, The Miz reveló que su combate contra Ziggler sería en el siguiente Raw y no en SummerSlam. Luego se presumió que Michaels sería el oponente de Ziggler, pero él lo negó. Luego Goldberg hizo su entrada, revelando que Ziggler se enfrentaría a Goldberg en SummerSlam, un hombre al que Ziggler también había insultado en sus promos contra Michaels.
Tras bastidores, durante el episodio del 23 de julio de SmackDown, Charlotte Flair expresó su disgusto porque no estaba programada para competir en SummerSlam contra Bayley. A pesar de no estar en la cartelera, dijo que estaría allí para demostrar que era la «superestrella femenina más grande de todos los tiempos». La semana siguiente, la miembro del Salón de la Fama de la WWE, Trish Stratus, fue invitada a un segmento de entrevistas con Jerry Lawler. Fueron interrumpidos por Flair, quien retó a Stratus a un combate en SummerSlam. Después de comentarios despectivos de Flair, Stratus aceptó el desafío.

## Resultados
- Kick-Off: Drew Gulak derrotó a Oney Lorcan y retuvo el Campeonato Peso Crucero de la WWE (8:45).[14][15]
  - Gulak cubrió a Lorcan después de un «Cyclone Clash».
- Kick-Off: Buddy Murphy derrotó a Apollo Crews por descalificación (4:20).[14][16]
  - Crews fue descalificado después de que Rowan atacara a Murphy.
- Kick-Off: Alexa Bliss & Nikki Cross derrotaron a The IIconics (Billie Kay & Peyton Royce) y retuvieron el Campeonato Femenino en Parejas de la WWE (6:15).[14][17]
  - Bliss cubrió a Royce después de un «Twisted Bliss».
- Becky Lynch derrotó a Natalya en un Submission Match y retuvo el Campeonato Femenino de Raw (12:24).[18][19]
  - Lynch forzó a Natalya a rendirse con un «Dis-Arm-Her».
- Goldberg derrotó a Dolph Ziggler (1:50).[18][20]
  - Goldberg cubrió a Ziggler después de un «Spear» y un «Jackhammer».
  - Después de la lucha, Goldberg le aplicó dos «Spear» a Ziggler.
- AJ Styles (con Luke Gallows & Karl Anderson) derrotó a Ricochet y retuvo el Campeonato de los Estados Unidos (13:00).[18][21]
  - Styles cubrió a Ricochet después de revertir un «Phoenix Splash» con un «Styles Clash».
  - Durante de la lucha, Gallows & Anderson interfirieron a favor de Styles.
  - Después de la lucha, Gallows & Anderson atacaron a Ricochet.
- Bayley derrotó a Ember Moon y retuvo el Campeonato Femenino de SmackDown (10:01).[18][22]
  - Bayley cubrió a Moon después de un «Bayley-to-Belly» desde la tercera cuerda.
- Kevin Owens derrotó a Shane McMahon (con Elias) (9:20).[23]
  - Owens cubrió a Shane después de un «Low Blow» y un «Stunner».
  - Antes de la lucha, Shane nombró a Elias como Special Enforcer.
  - Durante de la lucha, Elias interfirió a favor de Shane.
  - Si Owens hubiera perdido, habría abandonado la WWE.
- Charlotte Flair derrotó a Trish Stratus (17:20).[18][24]
  - Flair forzó a Stratus a rendirse con un «Figure Eight».
  - Esta fue la lucha de despedida de Stratus en la lucha libre profesional.
- El Campeón de la WWE Kofi Kingston y Randy Orton terminaron sin resultado (16:45).[18][25]
  - La lucha terminó sin resultado después de que Kingston y Orton no volvieran al ring antes de la cuenta de diez.
  - Después de la lucha, Kingston atacó a Orton.
  - Como resultado, Kingston retuvo el título.
- "The Fiend" Bray Wyatt derrotó a Finn Bálor (3:25).[18][26]
  - Wyatt cubrió a Bálor después de un «Mandible Claw».
- Seth Rollins derrotó a Brock Lesnar (con Paul Heyman) y ganó el Campeonato Universal de la WWE (13:25).[18][27]
  - Rollins cubrió a Lesnar después de revertir un «F-5» en un «Curb Stomp».